# Tenam Puente

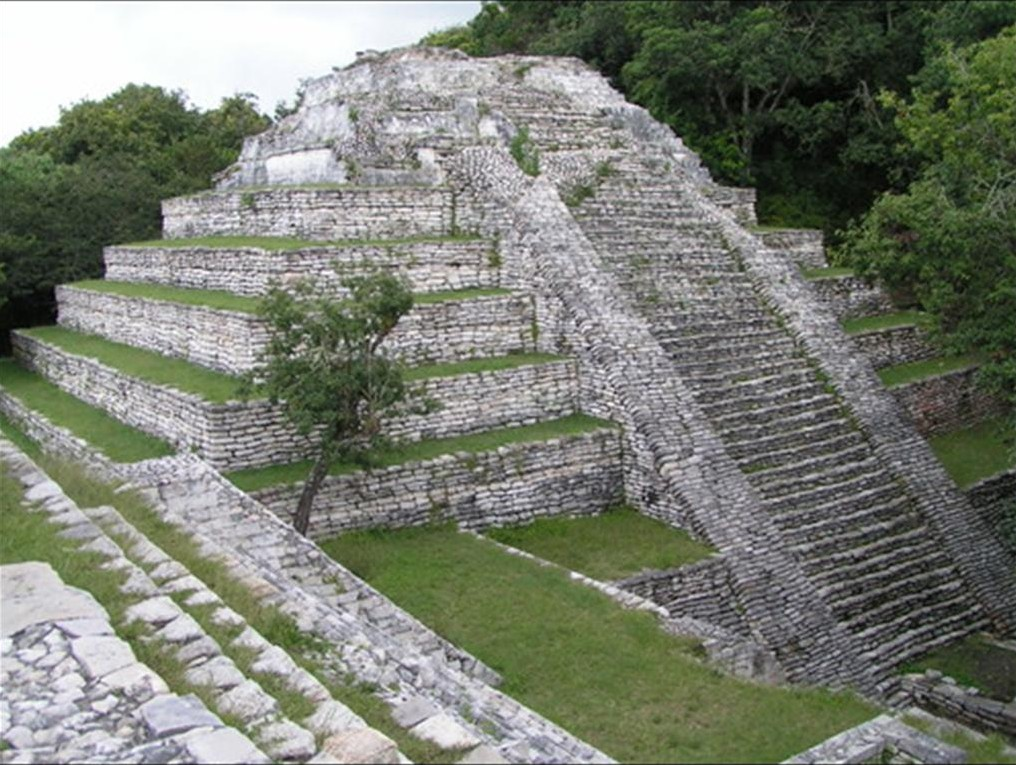
Große Tempelpyramide

Tenam Puente ist eine Maya-Stätte im Bundesstaat Chiapas im Südosten Mexikos.

## Lage
Die Ruinenstätte von Tenam Puente liegt etwa 12 km südlich der Stadt Comitán de Domínguez in einer Höhe von etwa 1700 m ü. d. M.; der Regionalflughafen von Comitán (Aeropuerto Nacional de Comitan) liegt etwa 8 km nordöstlich. Die nächstgelegene Ortschaft ist La Trinitaria an der CF190.

## Toponym
Der Name Tenam Puente ist eine Kombination aus dem Nahuatl-Wort tenamitl ('Mauer' oder 'Festung') mit dem spanischen Wort puente ('Brücke'), welches hier jedoch auf eine ehemals in der Nähe gelegene kolonialzeitliche Finca verweist.

## Geschichte
Obwohl die Stätte bereits in der klassischen Zeit (ca. 300–600 n. Chr.) besiedelt war, deutet vieles darauf hin, dass sie erst in der postklassischen Zeit ihre (ca. 900–1200 n. Chr.) ihre Blütezeit erlebte – gerade in einer Zeit, als die ehemals bedeutenden Zentren der Maya-Kultur in der Region (darunter auch Palenque und Yaxchilán) bereits verlassen waren.
Tenam Puente wurde erstmals in einer Publikation mit dem Titel Tribus y Templos von Frans Blom und Olivier Lafarge im Jahre 1928 erwähnt, doch erst in den 1960er und 1970er Jahren wurde die Stätte genauer untersucht und teilweise restauriert bzw. rekonstruiert.

## Bauten

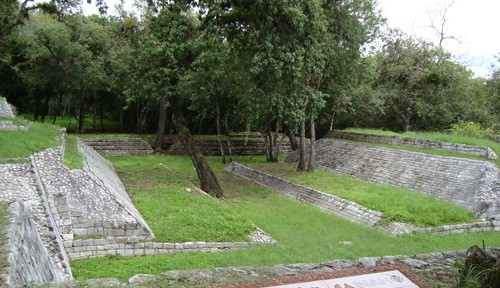
Ballspielplatz in 'H'-Form mit seitlichen Böschungen

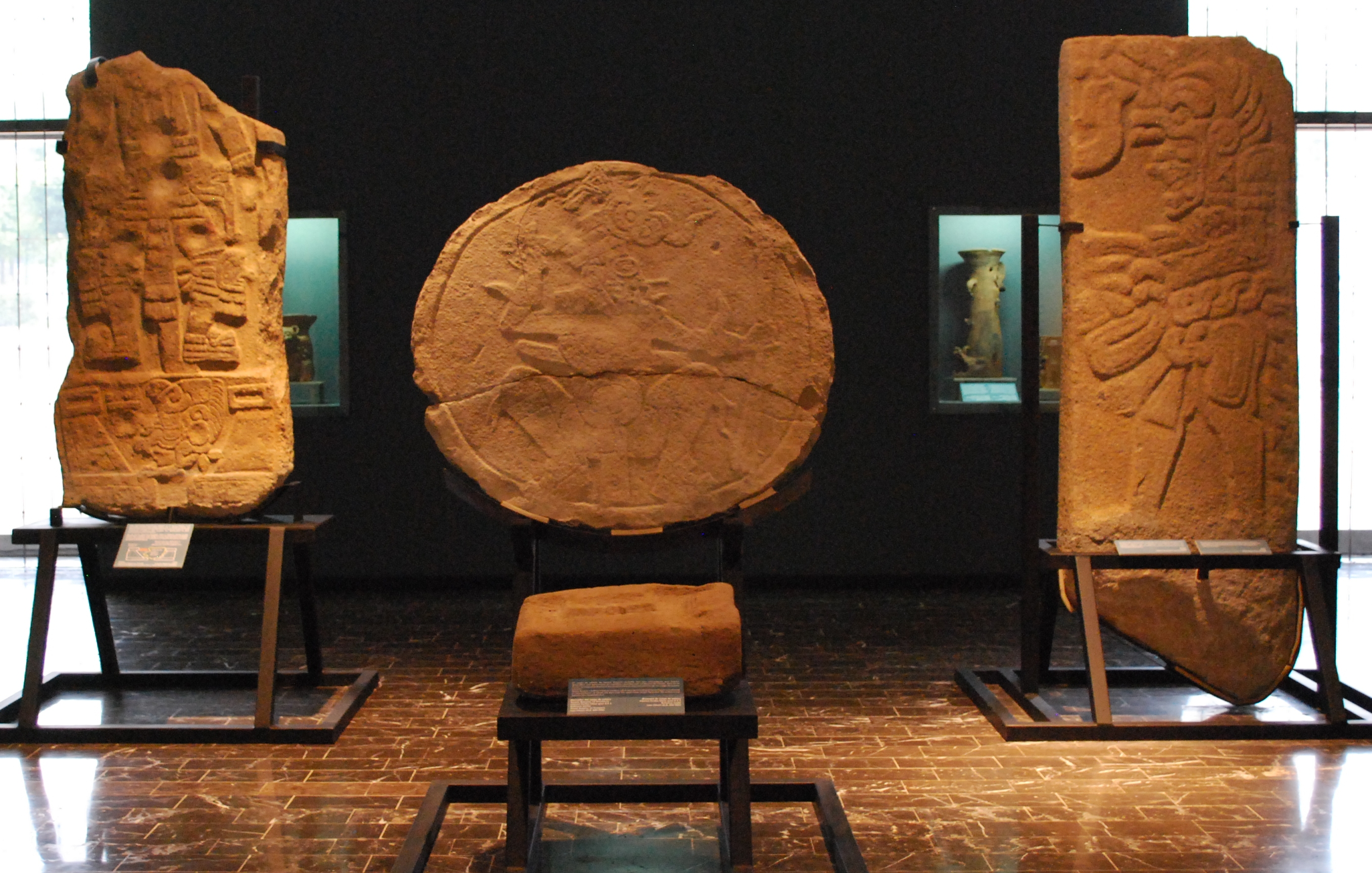
Zwei Stelen und eine Rundscheibe, die sowohl als Ball als auch als Sonne gedeutet werden kann

Bedeutendstes Monument der – auf einer Fläche von etwa 30 ha – etwa 60 Bauten umfassenden archäologischen Kernzone von Tenam Puente ist die in neun Stufen unterteilte große Tempelpyramide (Struktur 7) mit ihrer vorgelagerten Treppe. An den Außenmauern der drei oberen Ebenen sind noch Reste der ehemaligen Stuckverkleidung erkennbar, die ursprünglich wohl auch bemalt war; vom ebenfalls mit einer Stuckschicht überzogenen Tempel steht nur noch die Sockelzone.
Eine weitere vier- oder fünfstufige Tempelpyramide steht auf einer erhöhten Plattform und bildet – zusammen mit einigen Palastsubstruktionen – den Bereich der sogenannten 'Akropolis'.
Der Ort hatte drei Ballspielplätze, von denen zwei mit ihrer – vor allem in der klassischen und postklassischen Zeit üblichen – 'H'-Form rekonstruiert wurden. Die seitlichen Bereiche des mittleren Spielfeldes sind leicht erhöht und geböscht – sie dienten zum Zurückrollen des Vollgummiballes und durften wahrscheinlich weder von den Spielern noch von den Zuschauern betreten werden.
Im Bereich der Ballspielplätze wurden zwei Stelen und eine runde Steinscheibe gefunden, die heute im Museo Regional de Antropología y Historia von Tuxtla Gutiérrez gezeigt werden. Wahrscheinlich handelt es sich bei den dargestellten Personen um Ballspieler: Die rechte Figur scheint einen mit geflochtenen Stoffstreifen umwickelten Jochstein um die Hüfte zu tragen; die mittlere ist in Hockstellung wiedergegeben, hat aber die Arme erhoben – ganz so als ob sie soeben den Ball mit der Schulter gespielt hätte. Beide Figuren tragen einen reichen Kopfschmuck. Die linke Figur ist nur bruchstückhaft erhalten.